# Euphorbia epiphylloides
Espèce
Classification phylogénétique
Statut de conservation UICN

 EN  : En danger
Euphorbia epiphylloides est une espèce de plantes à fleurs du genre Euphorbia et de la famille des Euphorbiacées.
C'est une plante succulente que l'on trouve sur l'île Andaman du Nord (Inde) où elle se raréfie et est considérée comme menacée.